# El niño es nuestro
El niño es nuestro és una pel·lícula espanyola de 1973 dirigida per Manuel Summers, qui també n'és l'autor del guió. Es tracta d'una comèdia d'adolescents, continuadora d' Adiós, cigüeña, adiós, dirigida pel mateix Summers i amb la mateixa parella d'actors protagonistes.

## Sinopsi
Després de quedar ella embarassada i tenir un fill, els joves Paloma i Arturo es veuen obligats a entregar el nen a un convent perquè no poden cuidar-lo. Davant aquesta situació, un grup d'amics de la parella, encapçalats per Mamen i Curro, decideixen entrar el convent per endur-se el nen i tornar-lo a la parella.

## Repartiment
- María Isabel Álvarez - Paloma
- Francisco Villa - Arturo
- Beatriz Galbó - Mamen
- Curro Martín Summers - Curro

## Premis
Medalles del Cercle d'Escriptors Cinematogràfics
| Any  | Categoria   | Pel·lícula     | Resultat  |
| ---- | ----------- | -------------- | --------- |
| 1973 | Millor guió | Manuel Summers | Guanyador |